# Доњи Борки
Доњи Борки су насељено место у општини Сирач, у западној Славонији, Република Хрватска.

## Историја
До територијалне реорганизације у Хрватској насеље се налазило у саставу бивше велике општине Дарувар.

## Култура
На подручју овог села се налази манастир Пакра.

## Становништво
По попису из 2011. године насеље је имало 59 становника.
| Националност       | 1991.        | 1981.        | 1971.        | 1961.        |
| Срби               | 182 (93,33%) | 216 (84,04%) | 326 (99,69%) | 403 (99,50%) |
| Хрвати             | 1 (0,51%)    | 0            | 1 (0,30%)    | 1 (0,24%)    |
| Југословени        | 3 (1,53%)    | 34 (13,22%)  | 0            | 0            |
| остали и непознато | 9 (4,61%)    | 7 (2,72%)    | 0            | 1 (0,24%)    |
| Укупно             | 195          | 257          | 327          | 405          |

- напомене:

Исказује се са одвојеним подацима од 1890. У 1857. насеље је исказано под именом Борки. За то бивше насеље садржи податке у наведеној години. У 1869. насеља Горњи Борки и Доњи Борки, као и насеља Горњи Борки, Доњи Борки и Средњи Борки у 1880, исказују се са заједничким бројем становника, а подаци су садржани у насељу Доњи Борки. У 2001. повећано за подручје насеља Средњи Борки. За то бивше насеље садржи податке од 1890. до 1991.